# Alexander Göschen
Alexander Göschen (Frankfurt am Main, 22 oktober 1884 – Bad Tölz, 7 april 1970) was een Duitse officier en Generalleutnant  tijdens de Tweede Wereldoorlog.

## Leven
Op 1 oktober 1904 trad Göschen als Einjährig Freiwilliger (Eenjarige vrijwilliger) in dienst van het Pruisische leger. Hij werd bij het 2. Hannoversches Dragoner-Regiment Nr. 16 geplaatst. Op 5 juli 1905 werd hij tot Unteroffizier bevorderd. Als zodanig werd hij op 30 september 1905 in het reserve gezet. Hij koos vervolgens voor een carrière als officier, en werd op 1 april 1906 als Fahnenjunker bij het 2. Hannoversches Ulanen-Regiment Nr. 14 in de actieve dienst opgenomen. Op 18 augustus 1906 werd Göschen tot Fähnrich bevorderd. Na zijn opleiding aan de Kriegsschule  (militaire school), werd hij op 14 april 1907 tot Leutnant bevorderd. Als zodanig werd hij als eskadronofficier in het 2. Hannoversches Ulanen-Regiment Nr. 14 ingezet. Op 1 oktober 1913 werd Göschen naar de militaire rijschool in Hannover gecommandeerd.

### Eerste Wereldoorlog
Tijdens het begin van de Eerste Wereldoorlog, kwam hij begin augustus 1914 met het 2. Hannoversches Ulanen-Regiment Nr. 14 aan het front aan. Aan het front werd Göschen op 24 december 1914 tot Oberleutnant bevorderd. Zijn bevordering tot Rittmeister op 5 oktober 1916 kreeg hij nog bij het 2. Hannoversches Ulanen-Regiment Nr. 14. Begin 1917 werd hij in zijn regiment tot chef van het eskadron benoemd. Vanaf september 1918 werd hij naar het 2e bataljon van het Reserve-Infanterie-Regiment Nr. 273 overgeplaatst. En eind oktober 1918 werd hij tot commandant van het 1e bataljon van het 3. Hannoversches Infanterie-Regiment "von Voigts-Rhetz" Nr. 79 benoemd. Hij werd tijdens de Eerste Wereldoorlog met de beide klassen van het IJzeren Kruis 1914 onderscheiden.

### Interbellum
Begin 1919 keerde hij weer naar het 2. Hannoversches Ulanen-Regiment Nr. 14 terug. In april 1919 werd Göschen als eskadronscommandant naar het Landesjägerkorps Maerker overgeplaatst. Met het Landesjägerkorps Maerker werd hij vervolgens in Midden-Duitsland, ingezet om diverse brandhaarden te onderdrukken. In het voorjaar van 1920 werd hij met zijn eskadron als Rittmeister in de Reichsheer overgenomen. Hij werd tot chef van het 2e eskadron van het Reiter-Regiment 13 benoemd. Bij het opbouwen van het 100.000 man sterke Reichsheer van de Reichswehr, werd hij tot chef van het 2e eskadron van het 13. (Preuß.) Reiter-Regiment in Hannover benoemd. In het voorjaar van 1924 werd Göschen als pikeur naar de cavalerieschool in Hannover overgeplaatst. Op 1 oktober 1929 tegelijkertijd met zijn bevordering naar Major, werd hij naar de regimentsstaf van het 6. (Preuß.) Reiter-Regiment in Pasewalk overgeplaatst. Hij werd de komende jaren in de staf ingezet. Op 1 december 1933 tot Oberstleutnant bevorderd. Op 1 maart 1934 werd Göschen als opvolger van de Oberstleutnant Heinrich Danckelmann tot commandant van het 2. (Preuß.) Reiter-Regiment in Osterode benoemd. Dit commando hield hij ook tijdens de overgang van de Reichswehr naar de Wehrmacht. Op 1 oktober 1935 werd hij tot Oberst bevorderd. Op 31 maart 1937 gaf Göschen het commando over het Reiter-Regiment 2 weer over aan de Oberstleutnant Dietrich von Saucken, en werd dan op 1 april 1937 als Oberst (E) in het Ergänzungsoffizierskorps geplaatst. Hij werd nu tot commandant van de Wehrkreis-Remonteschule XIII in Bamberg benoemd. Dit commando behield hij ook na de mobilisatie voor de Tweede Wereldoorlog in de zomer van 1939.

### Tweede Wereldoorlog
Zijn functie werd in Wehrkreis-Reit- und Fahrschule XIII hernoemd. Op 1 juni 1941 werd hij als Oberst weer in de actieve dienst opgenomen. Intussen was de Reit- und Fahrschule naar het militair oefenterrein Grafenwöhr verplaatst. Met ingang van 1 augustus 1941 werd Göschen tot Generalmajor bevorderd. Begin 1942 droeg hij zijn commando weer af, en werd in het Führerreserve geplaatst. Hij werd naar de Kommandierenden General der Sicherungstruppen und Befehlshaber Heeresgebiet Süd (Bevelvoerend-generaal van de Beveiligingstroepen en Bevelhebber van de Legergroep Zuid) gecommandeerd. Midden 1942 nam hij van de Generalleutnant René de l'Homme de Courbière de waarnemende leiding over de 213. Sicherungs-Division (213e Beveiligingsdivisie) in de zuidelijk frontsector van het Oostfront over. Op 1 januari 1943 werd hij tot commandant van de 213. Sicherungs-Division (213e Beveiligingsdivisie) benoemd. Als zodanig werd hij op 1 augustus 1943 tot Generalleutnant bevorderd. Hij behield zijn commando tot die in augustus 1944 afgelost werd. Als gevolg hiervan werd hij op 1 september 1944 tot commandant van het in de achterhoede gelegen legergebied 550 (Korück 550) benoemd. Met die staf werd hij bij het 17. Armee (17e Leger) ingezet. Op 25 maart 1945 werd Göschen tot commandant van de 391. Sicherungs-Division (391e Beveiligingsdivisie) benoemd. Met deze divisie vocht hij in april 1945 tijdens de Slag om Halbe. In het voorjaar van 1945 raakte hij in Russische krijgsgevangenschap. Hij werd naar de Sovjet-Unie getransporteerd.

## Na de oorlog
In oktober 1955 werd Göschen uit krijgsgevangenschap vrijgelaten. Over het verdere verloop van zijn levens is niets bekend. Op 7 april 1970 overleed Göschen in Bad Tölz.

## Militaire carrière
- Generalleutnant: 1 augustus 1943[1][2][4][5]
- Generalmajor: 1 augustus 1941[1][2][4]
- Oberst: 1 oktober 1935[2][4]
- Oberstleutnant: 1 december 1933[2][4]
- Major:  1 oktober 1929[2][4]
- Rittmeister: 5 oktober 1916[2][4]
- Oberleutnant: 24 december 1914[2][4]
- Leutnant: 14 april 1907[2][4]
- Fähnrich: 18 augustus 1906[2][4]
- Fahnenjunker: 1 april 1906[2][4]
- Unteroffizier: 5 juli 1905[2][4]
- Einjährig Freiwilliger (Eenjarige vrijwilliger): 1 oktober 1904[2][4]

## Onderscheidingen
- IJzeren Kruis 1914, 1e Klasse[2][4] en 2e Klasse[2][4]
- Erekruis voor Frontstrijders in de Wereldoorlog[2]
- Ridder der Tweede Klasse in de Saksisch-Ernestijnse Huisorde[2]
- Kruis voor Militaire Verdienste (Oostenrijk-Hongarije), 3e Klasse met Oorlogsdecoratie[2]
- Dienstonderscheiding van Leger en Marine, 1e Klasse (25 dienstjaren)[2]